# Enzo Pérez
Enzo Nicolás Pérez (født 22. februar 1986 i Maipú) er en argentinsk fodboldspiller (central midtbane).
Pérez spiller i den argentinske ligaklub River, som han har repræsenteret siden 2015. Tidligere har han spillet for Godoy Cruz og Estudiantes samt SL Benfica i Portugal og Valencia i Spanien.

Spillede d. 19. maj 2021 en kamp som målmand for River Plate, da alle klubbens målmænd var smittede med corona.

## Landshold
Pérez står (pr. marts 2018) noteret for 21 kampe og én scoring for Argentinas landshold. Han debuterede for holdet den 30. september 2009 i en venskabskamp mod Ghana.
Pérez var en del af den argentinske trup til VM i 2014 i Brasilien og til VM i 2018 i Rusland.